# Біг Маскі

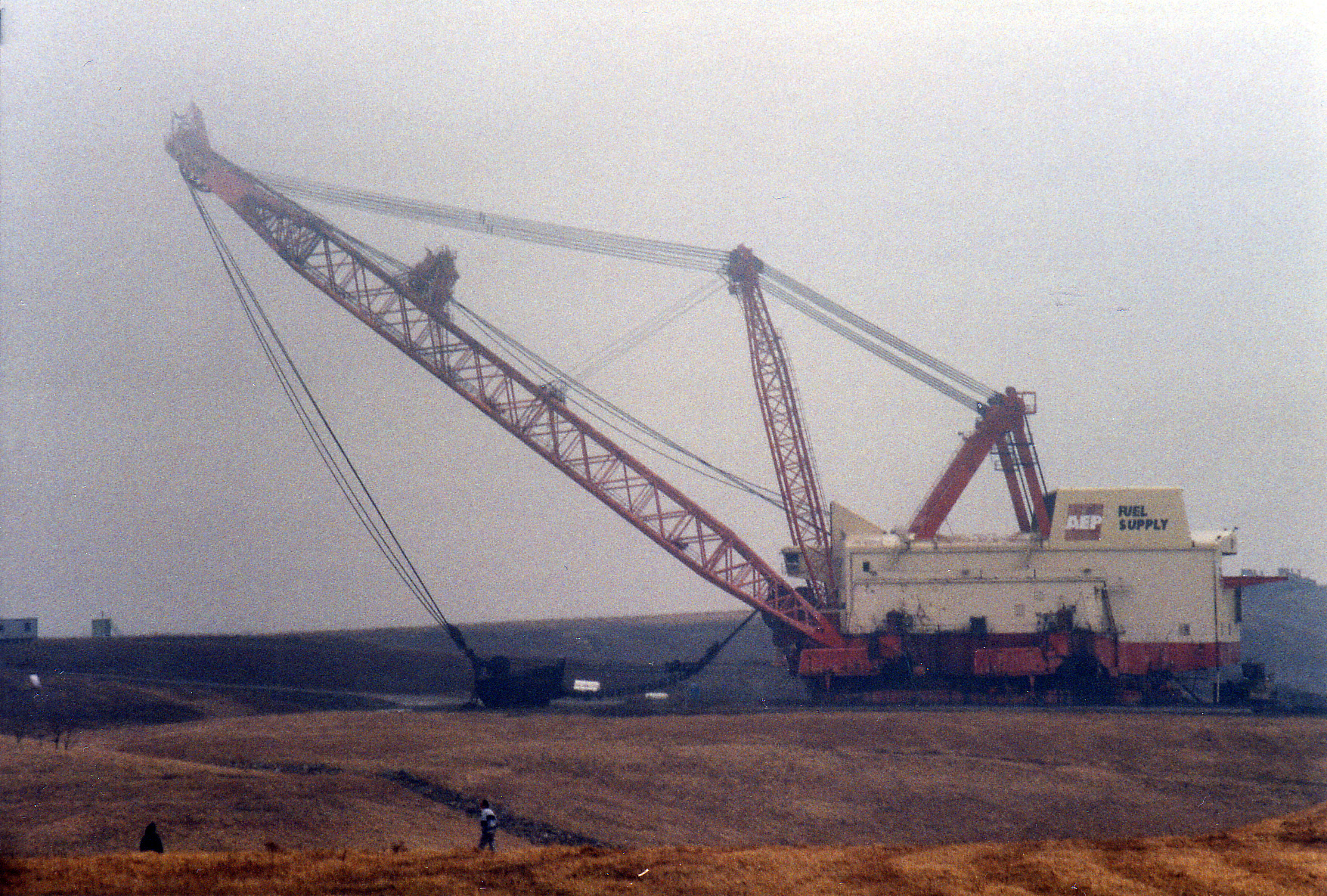
Біг Маскі, лютий 1999 року

4250-W Великий Маскі (від англ. Big Muskie) — найбільший у світі крокуючий екскаватор (драглайн), створений у 1969 році компанією Bucyrus International для роботи на вугільному розрізі компанії Central Ohio Coal Company в штаті Огайо, США. Вважається найбільшим у світі рухомим механізмом.

## Технічні параметри

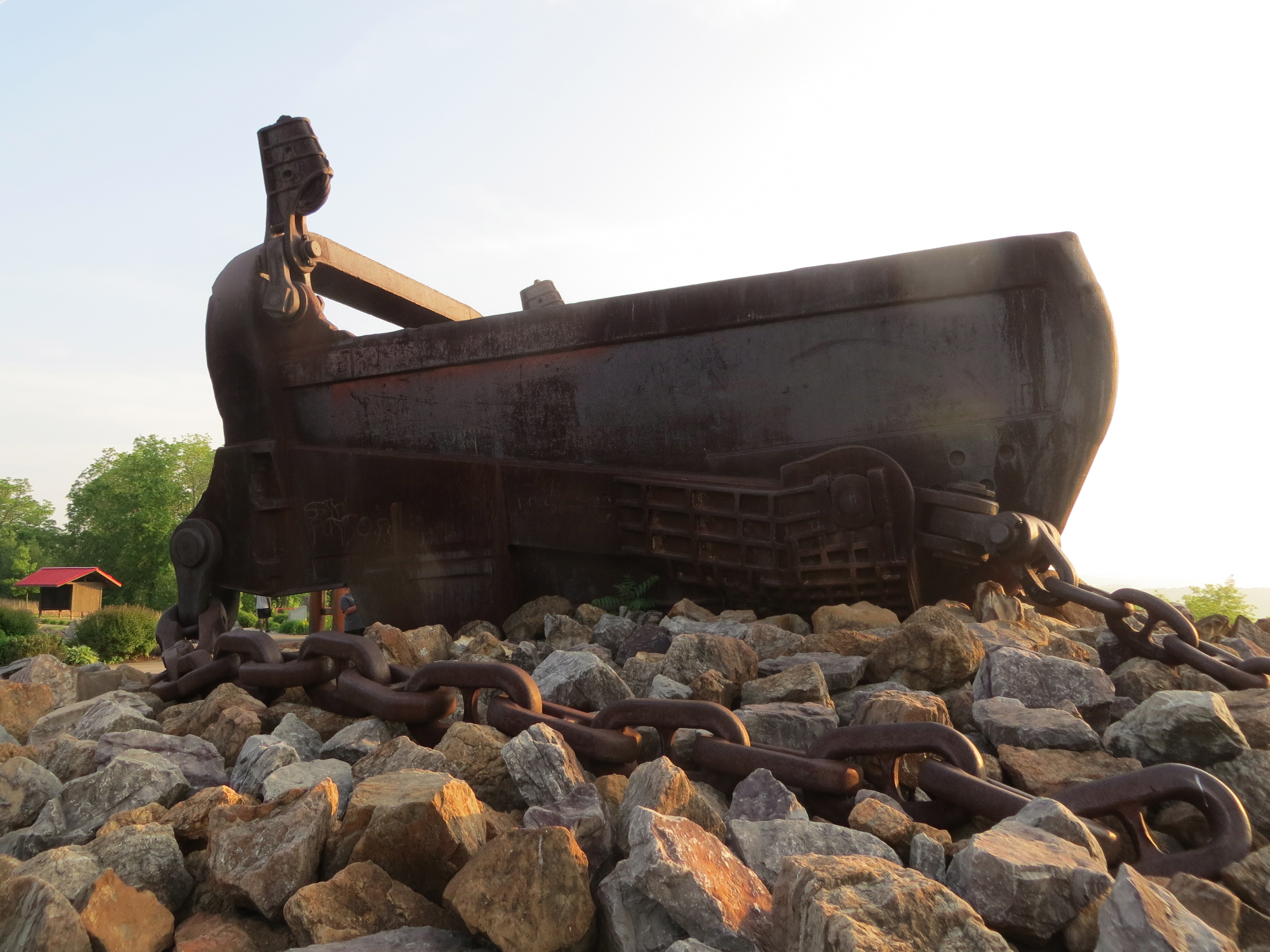
Ківш Big Muskie в Miners' Memorial Park, на захід від Калдвелла, Огайо, травень 2013.

Вага екскаватора становить близько 13 000 тонн. Розміри екскаватора:
- Висота — 67,8 м
- Ширина — 46,2 м
- Довжина — 148,6 м

Обсяг ковша склав 168 м³ і в нього вільно входило два автобуси. Екскаватор будували 2 роки. Робота зайняла 200 000 людино-годин. Вартість його склала в 1969 році 25 млн доларів США або 163 млн доларів станом на 2017 рік.
У рух екскаватор приводився за допомогою електроенергії, живлення від кабелю під напругою 13 800 вольтів. Кабель переміщувався за допомогою спеціального транспортного засобу. Електропривод здійснювався за допомогою системи двигун—генератор, який перетворював змінний струм у постійний, що приводить у рух всі основні механізми екскаватора. Споживана екскаватором потужність була еквівалентна потужності, споживаної 27500 квартирами.
Переміщувався екскаватор за допомогою механізму крокуючого ходу, що приводиться в рух гідравлікою.

## Виконана робота
Термін експлуатації екскаватора склав 30 років, з 1969 по 1999 роки. Змінний екіпаж налічував 5 осіб.
За цей період машиною було переміщено понад 465 млн м³ розкривних порід, що більш ніж у два рази перевищило обсяг земляних робіт з будівництва Панамського каналу. В результаті було видобуто понад 20 000 000 тонн вугілля.
Біг Маскі був демонтований у 1999 році. Його ківш був перевезений в музей гірничої справи Miners Memorial Park в окрузі Морган, штат Огайо.
На місці робіт, вироблений Біг Маскі, після рекультивації був відкритий парк дикої природи The Wilds, в якому були представлені численні зразки північноамериканської, африканської та азійської фауни.